# Kampekalven
Kampekalven är en kulle i Antarktis. Den ligger i Östantarktis. Norge gör anspråk på området. Toppen på Kampekalven är 2 200 meter över havet, eller 337 meter över den omgivande terrängen. Bredden vid basen är 1,8 km.
Terrängen runt Kampekalven är varierad. Trakten är obefolkad. Det finns inga samhällen i närheten. 